# Pinguicula

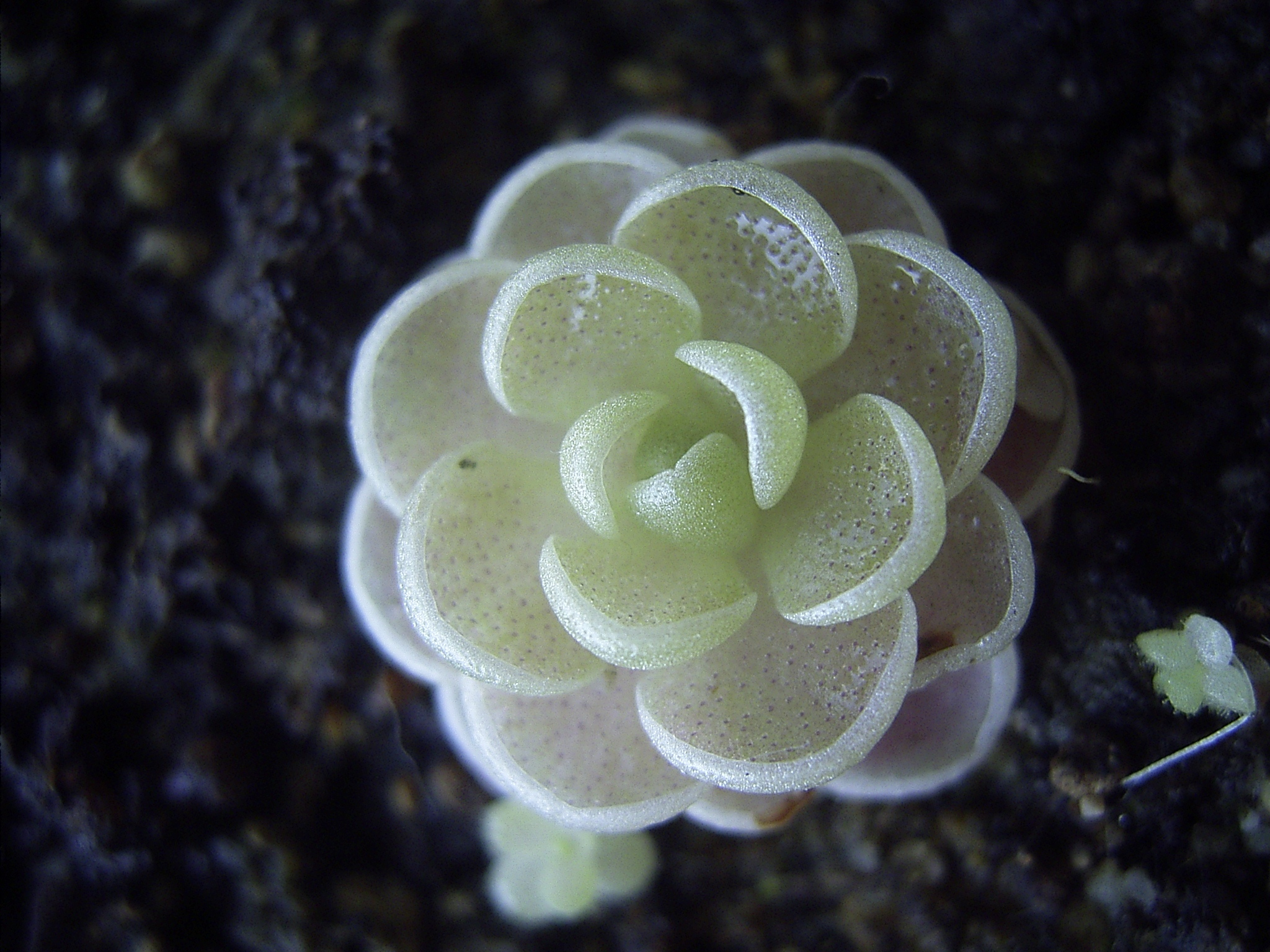
P. esseriana

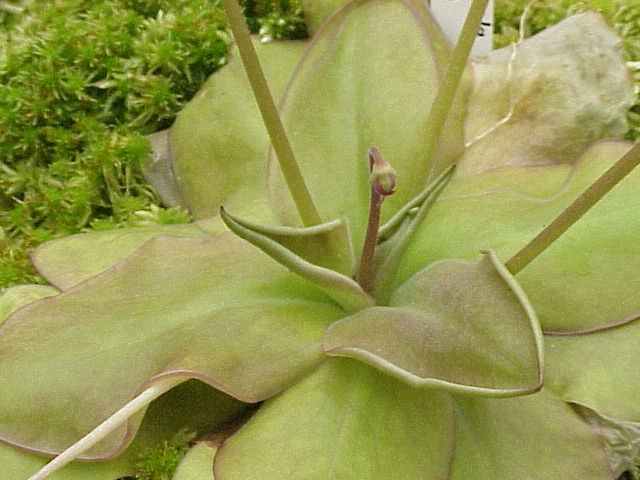
P. moranensis

Pinguicula, comúnmente conocida en inglés como "butterworts", es un género de plantas carnívoras pequeñas y herbáceas, con forma de roseta de pocos centímetros de diámetro, perteneciente a la familia de las lentibulariáceas, utiliza hojas pegajosas y glandulares para atraer, atrapar, y digerir insectos con la finalidad de complementar la pobre nutrición mineral que obtienen del ambiente. De las aproximadamente 80 especies actualmente conocidas, 13 son nativas de Europa, 9 de Norteamérica, y algunas del Norte de Asia. La mayor parte de las especies se encuentran en Sur y Centroamérica.

## Características
La mayoría de las Pinguiculas son plantas perennes. Las únicas plantas anuales conocidas son: P. sharpii, P. takakii, P. crenatiloba, and P. pumila. Todas las especies forman rosetas sin tallo.

### Hábitat
Las Pinguiculas pueden dividirse aproximadamente en dos grupos principales basándose en el clima en el que crecen; cada grupo está subdividido basándose en las características morfológicas.  Aunque estos grupos no están respaldados cladísticamente por estudios genéticos, estas agrupaciones son convenientes para fines hortícolas. Las Pinguiculas tropicales ya sea forman rosetas de invierno algo compactas compuestas de hojas carnosas o que retienen hojas carnívoras durante todo el año. Las especies templadas a menudo forman cogollos apretados (llamados hibernacula) compuestos de hojas similares a una escama durante un período de latencia invernal. Durante este periodo las raíces (con la excepción de P. alpina) y las hojas carnívoras se marchitan. Las especies templadas florecen cuando forman sus rosetas de verano, mientras que las especies tropicales florecen en cada cambio de roseta.
Estas plantas prefieren la proximidad de pequeños arroyos, y se puede encontrar a menudo en las turberas. Forman entonces generalmente colonias importantes, y se observan por el resalte del color verde manzana de su follaje que contrasta con la vegetación circundante.

### Raíces
El sistema de raíces de las especies de Pinguicula son relativamente poco desarrollados. Las raíces delgadas y blancas sirven principalmente como ancla para la planta y para absorber la humedad (Los nutrientes son absorbidos a través de la parte carnívora). En las especies templadas estas raíces se marchitan (exceptuando en P. alpina) cuando se forma el hibernaculum. En las pocas especies epífitas (como P. lignicola), las raíces forman ventosas de anclaje.

### Hojas y parte carnívora
La lámina de la hoja de una Pinguicula es lisa, rígida y suculenta, generalmente de color verde brillante o rosado. Dependiendo de la especie, las hojas miden entre 2 y 30 cm. (1-12") de largo. La forma de la hoja depende de la especie, pero usualmente es aproximadamente obovado, espatulado o lineal.
Como todos los miembros de la familia Lentibulariaceae, las pinguiculas son carnívoras. Para atrapar y digerir insectos, las hojas de las Pinguicula utiliza dos glándulas especializadas que se encuentran dispersas en la superficie de la hoja (generalmente solo en la superficie superior, con la excepción de P. gigantea y P. longifolia ssp. longifolia). Una esta se denomina glándula peduncular, y consta de unas pocas células secretoras en la parte superior de una única célula madre. Estas células producen una secreción mucilaginosa que forma gotas visibles a través de la superficie de la hoja. Esta apariencia húmeda probablemente ayuda a atraer a las presas en busca de agua (se observa un fenómeno similar en las cubiertas solares). Las gotas secretan cantidades limitadas de enzimas digestivas y sirven principalmente para atrapar insectos. En contacto con un insecto, las glándulas pedunculares liberan mucílago adicional de las células de depósito especiales ubicadas en la base de sus tallos. El insecto comenzará a luchar, desencadenando más glándulas y encerrándose en el mucílago. Algunas especies pueden doblar ligeramente los bordes de las hojas por medio de tigmotropismo, lo que pone en contacto glándulas adicionales con el insecto atrapado. El segundo tipo de glándula que se encuentra en las hojas de Pinguicula son las glándulas sésiles que se encuentran planas en la superficie de la hoja. Una vez que la presa es atrapada por las glándulas pedunculares y comienza la digestión, el flujo inicial de nitrógeno desencadena la liberación de enzimas por las glándulas sésiles. Estas enzimas, que incluyen amilasa, esterasa, fosfatasa, proteasa y ribonucleasa, descomponen los componentes digestibles del cuerpo del insecto. Estos fluidos se absorben nuevamente en la superficie de la hoja a través de agujeros cuticulares, dejando solo el exoesqueleto de quitina de los insectos más grandes en la superficie de la hoja.
Los agujeros en la cutícula que permiten este mecanismo digestivo también representan un desafío para la planta, ya que sirven como roturas en la cutícula (capa cerosa) que protege a la planta de la desecación. Como resultado, la mayoría de las Pinguiculas viven en ambientes húmedos.
Las pinguículas generalmente solo pueden atrapar insectos pequeños y aquellos con grandes superficies de alas. También pueden digerir el polen que cae en la superficie de la hoja. El sistema secretor solo puede funcionar una sola vez, por lo que un área particular de la superficie de la hoja solo puede usarse para digerir insectos una vez.

## Descripción
Aunque no disponen de mecanismo de captura realmente activo, su método de nutrición es en parte del tipo carnívoro. La planta está formada por una roseta basal de hojas pegajosas sobre las cuales se encuentra a menudo pegados pequeños insectos.
A primera vista las hojas parecen perfectamente normales, pero más de cerca se puede apreciar que están cubiertas por miles de pelos pequeños los cuales segregan gotitas de una sustancia pegajosa. Cuando una presa queda atrapada en esta pega, un segundo tipo de glándulas comienza a segregar un líquido compuesto por ácidos y enzimas digestivos que disuelven las partes más duras de los insectos. Posteriormente, las cutículas reabsorben el líquido, ahora rico en nutrientes.
Del corazón de la planta surgen en la primavera una o más astas florales de una decena de centímetros de longitud, llevando flores blancas, azules o rosadas que poseen un espolón.

## Distribución
El género Pinguicula se distribuye por casi toda la zona templado-fría del hemisferio Norte: Norteamérica y el sur de Groenlandia; en Europa y Asia llega en un área continua hasta la cuenca mediterránea, donde se distribuye por las zonas montañosas. Hay varias áreas separadas de esta zona: la región de los Himalayas, Centroamérica y el extremo sur de Sudamérica. Están prácticamente ausentes de África excepto en el Atlas, –lo que podría ser una aparente discontinuidad con la distribución del suroeste europeo–, y faltan completamente en el sudeste asiático, Australia y Oceanía. Es en Centroamérica y en Europa donde se encuentra la mayor diversidad de especies.

## Taxonomía
El género Pinguicula fue descrito en 1753 por Carlos Linneo en Species Plantarum: 17.

### Etimología
Pinguicula: nombre genérico del latín pinguis 'gordo', 'grueso', 'grasoso' + -icula diminutivo; "gordita" o "grasosita", dado por las hojas carnosas y su sensación pegajosa.

### Sinonimia
- Brandonia Rchb.
- Isoloba Raf.
- Pinguicola Zumagl.[2]

### Especies selectas
- Pinguicula alpina L.
- Pinguicula antarctica Vahl
- Pinguicula grandiflora Lam.
- Pinguicula heterophylla Benth.
- Pinguicula jarmilae Halda & Malina
- Pinguicula longifolia Ramond ex DC.
- Pinguicula lusitanica L.
- Pinguicula moranensis Kunth
- Pinguicula mundi Blanca, Jamilena, Ruíz Rejón & Reg.Zamora
- Pinguicula nevadensis (H.Lindb.) Casper
- Pinguicula vallisneriifolia Webb
- Pinguicula vulgaris L.

## Filogenética
Una investigación filogenética detallada (Cieslak et al. 2005) prueba que todos los subgéneros y muchas de las especies de sus abundantes secciones (con más del 60 por ciento de las especies) son parafiléticas o polifiléticas. En orden a aclarar el cladograma, sin ser muy detallados, las secciones polifiléticas se marcan con el asterisco *.
```
                          ┌────Clado I (Secciones 
Temnoceras
 
*
, 
Orcheosanthus
 
*
, 
Longitubus
, 
                          │             
Heterophyllum
 
*
, 
Agnata
 
*
, 
Isoloba
 
*
, 
Crassifolia
)
                          │
                      ┌───┤ 
                      │   │
                      │   │
       ┌──────────────┤   └────Clado II (Sección 
Micranthus
 
*
 = 
P. alpina
)
       │              │
       │              │
   ┌───┤              └────────Clado III (Secciones 
Micranthus
 
*
, 
Nana
)
   │   │
   │   │
───┤   └───────────────────────Clado IV (Sección 
Pinguicula
) 
   │
   │
   └───────────────────────────Clado V (Secciones 
Isoloba
 
*
, 
Ampullipalatum
, 
Cardiophyllum
)
```

## Literatura
- S.J. Casper: Monographie der Gattung Pinguicula. In: Bibliotheca Botanica. Stuttgart 1966, H 127/128. ISSN 0067-7892
- Laurent Legendre: The genus "Pinguicula" L. (Lentibulariaceae): an overview. In: Acta Bot. Gallica. Paris 147.2000,1, 77-95. ISSN 1253-8078
- K. Müller, T. Borsch, L. Legendre, S. Porembski, I. Theisen, W. Barthlott: Evolution Of Carnivory In Lamiales. In: Plant Biology. New York 6.2004, 1-14. ISSN 0894-4563
- Wilhelm Barthlott, Stefan Porembski, Rüdiger Seine, Inge Theisen: Karnivoren. Stuttgart 2004. ISBN 3-8001-4144-2
- Thomas Cieslak, Jai Santosh Polepalli,; Adam White, Kai Müller, Thomas Borsch, Wilhelm Barthlott, Juerg Steiger, Adam Marchant, Laurent Legendre: Phylogenetic analysis of Pinguicula (Lentibulariaceae): chloroplast DNA sequences and morphology support several geographically distinct radiations. In: American journal of botany. Columbus Oh 92.2005, 1723-1736. ISSN 0002-9122, Online (PDF)

## Galería de fotos

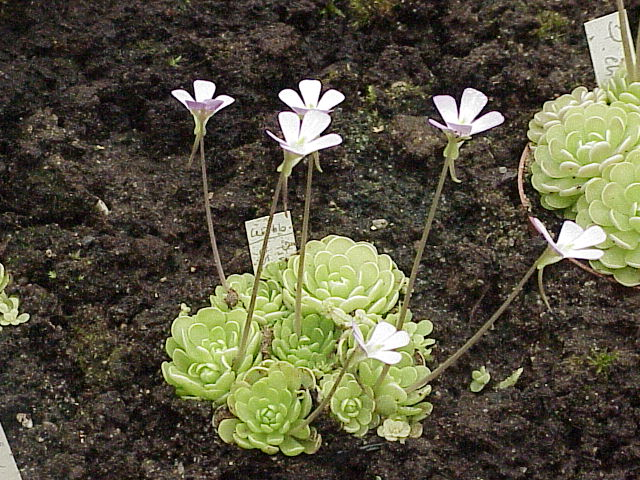
Pinguicula erreriana
Pinguicula alpina
Pinguicula moranensis